# 中鶴来駅
中鶴来駅（なかつるぎえき）は、石川県白山市鶴来水戸町にあった北陸鉄道石川線の駅（廃駅）である。2009年（平成21年）11月1日、鶴来 - 加賀一の宮間の廃止により廃駅となった。
以前は石川県立鶴来高等学校の通学生徒でにぎわっていたが、同校の移転に伴い閑散化した。

## 歴史
- 1927年（昭和2年）12月28日：金名鉄道の駅として開業。
- 1929年（昭和4年）3月11日：金名鉄道が鶴来駅 - 神社前駅（現在の加賀一の宮駅）間を金沢電気軌道に譲渡したことにより同社の駅となる。
- 1943年（昭和18年）10月13日：北陸鉄道の設立により同社の駅となる。
- 2009年（平成21年）11月1日：鶴来駅 - 加賀一の宮駅間の廃止により廃駅となる。

## 駅構造
単式ホーム1面1線の地上駅。無人駅であった。
かつては、石川県立鶴来高等学校の通学時間帯に出入口で係員による改札（切符または運賃の回収）があった。

## 利用状況
「白山市統計書」によると、1日平均乗降人員は以下の通りである。
| 年度               | 1日平均 乗降人員 |
| ------------------ | ---------------- |
| 2000年（平成12年） | 81               |
| 2001年（平成13年） | 78               |
| 2002年（平成14年） | 86               |
| 2003年（平成15年） | 95               |
| 2004年（平成16年） | 83               |
| 2005年（平成17年） | 86               |
| 2006年（平成18年） | 81               |
| 2007年（平成19年） | 79               |
| 2008年（平成20年） | 78               |
| 2009年（平成21年） | 50               |

## 駅周辺
- 公立つるぎ病院
- 鶴来信用金庫本店営業部
- コメヤ薬局鶴来本店
- レッツ・鶴来ショッピングスクエアー
- 石川県ふれあい昆虫館
- 船岡山遺跡
- 金劔宮不動滝
- 親鸞聖人廟所（生歯塚）
- 北陸産業
- 鶴来発電所
- 国道157号鶴来バイパス
- 石川県道179号野々市鶴来線（鶴来街道）

## 駅廃止後
- 廃止後しばらくは駅舎とホーム、そして線路がほぼ完全な状態で残されていた（立入禁止であった）。
- 現在は隣接する病院の駐車場拡大などによりホームの一部のみが残されている。

## 隣の駅
北陸鉄道
石川線
鶴来駅 - 中鶴来駅 - 加賀一の宮駅